# Кігванчха
«Кігванчха» (кор. 기관차체육단) — футбольний клуб з Корейської Народно-Демократичної Республіки, заснований 1956 року, що базується в місті Пхеньян. Виступає в Північнокорейській футбольній лізі. Клуб нагороджений найвищою державною нагородою КНДР, Орденом Кім Ір Сена, а також найстарішою державною нагородою, Орденом Державного Прапора (1 ступеню).

## Історія
Спортивний клуб «Кігванчха» (укр. «Локомотив») був утворений 11 січня 1956 року. У другій половині 1990-х років клуб не знав собі рівних в північнокорейському футболі — команда 5 разів поспіль (у 1996—2000 роках) ставала чемпіоном КНДР. Надалі команда не завойовувала чемпіонських титулів, залишаючись одним з найсильніших клубів країни.

## Кольори команди
Достовірно інформацію про кольори форми та емблему команди знайти складно. Серед кольорів клубу присутній червоний, оскільки це досить популярний колір у залізничних команд, до того ж червоний колір має і революційний підтекст. На нечисленних фотографіях на полі футболісти виступають у червоних футболках з білими вставками, а запасним варіантом є синя форма з червоними гетрами. У мережі інтернет існують також зображення спортсменів, які зачитують привітання з 50-річчям клубу — вони стоять в тренувальних костюмах чорного кольору з червоними і білими вставками.

## Інші спортивні секції
У спортивному клубі «Кігванчха» існує також жіноча команда з аналогічною назвою. Окрім футболу, у клубі є команди з баскетболу, волейболу та тенісу.

## Досягнення
- Чемпіон КНДР (6): 1996, 1997, 1998, 1999, 2000, 2016

## Відомі гравці
- Лі Чхан Мьон
- Пак Чхоль Рьон
- Пак Кван Рьон